# Unterseeboot type U 142
L'Unterseeboot type U 142 est une classe de croiseurs sous-marins océaniques de la marine impériale allemande pendant la Première Guerre mondiale. Trente-sept unités de cette classe ont été commandés, mais seul le prototype U-142 a été achevé.

## Historique
Les sous-marins du projet 46A étaient une version améliorée du type U 139 précédent (projet 46). En particulier, ils avaient une plus grande autonomie et atteignaient des vitesses plus élevées en surface. Trente-sept sous-marins de cette classe ont été commandés, dont trente-trois étaient en construction à la fin de la guerre. Leur construction a impliqué les chantiers navals Germaniawerft à Kiel, AG Vulcan Stettin, Blohm & Voss à Hambourg et AG Weser à Brême. Seul le prototype U-142 a été achevé et cinq autres ont été lancés. À la fin de la guerre, toute la classe a été démolie et les sous-marins inachevés ont été mis au rebut.

## Liste des sous-marins
| Nom   | Constructeur                | Pose de la quille | Lancement         | Mise en service | Destin                                           |
| ----- | --------------------------- | ----------------- | ----------------- | --------------- | ------------------------------------------------ |
| U-142 | Germaniawerft, Kiel         | 1917              | 4 mars 1918       | novembre 1918   | Retiré du service en novembre 1918, mis au rebut |
| U-143 | Germaniawerft, Kiel         | 1917              | 20 avril 1918     | –               | Construction annulée, mis au rebut               |
| U-144 | Germaniawerft, Kiel         | 1917              | 25 mai 1918       | –               | Construction annulée, mis au rebut               |
| U-145 | AG Vulcan Stettin, Hambourg | 1917              | 11 novembre 1918  | –               | Construction annulée, mis au rebut               |
| U-146 | AG Vulcan Stettin, Hambourg | 1917              | –                 | –               | Construction annulée, mis au rebut               |
| U-147 | AG Vulcan Stettin, Hambourg | 1917              | –                 | –               | Construction annulée, mis au rebut               |
| U-148 | AG Weser, Brême             | 1917              | 22 juin 1918      | –               | Construction annulée, mis au rebut               |
| U-149 | AG Weser, Brême             | 1917              | 28 septembre 1918 | –               | Construction annulée, mis au rebut               |
| U-150 | AG Weser, Brême             | 1917              | –                 | –               | Construction annulée, mis au rebut               |
| U-173 | Germaniawerft, Kiel         | 1918              | –                 | –               | Construction annulée, mis au rebut               |
| U-174 | Germaniawerft, Kiel         | 1918              | –                 | –               | Construction annulée, mis au rebut               |
| U-175 | Germaniawerft, Kiel         | 1918              | –                 | –               | Construction annulée, mis au rebut               |
| U-176 | Germaniawerft, Kiel         | 1918              | –                 | –               | Construction annulée, mis au rebut               |
| U-177 | AG Vulcan Stettin, Hambourg | 1918              | –                 | –               | Construction annulée, mis au rebut               |
| U-178 | AG Vulcan Stettin, Hambourg | 1918              | –                 | –               | Construction annulée, mis au rebut               |
| U-179 | AG Weser, Brême             | 1918              | –                 | –               | Construction annulée, mis au rebut               |
| U-180 | AG Weser, Brême             | 1918              | –                 | –               | Construction annulée, mis au rebut               |
| U-181 | Blohm & Voss, Hambourg      | 1918              | –                 | –               | Construction annulée, mis au rebut               |
| U-182 | Blohm & Voss, Hambourg      | 1918              | –                 | –               | Construction annulée, mis au rebut               |
| U-183 | Germaniawerft, Kiel         | 1918              | –                 | –               | Construction annulée, mis au rebut               |
| U-184 | Germaniawerft, Kiel         | 1918              | –                 | –               | Construction annulée, mis au rebut               |
| U-185 | Germaniawerft, Kiel         | 1918              | –                 | –               | Construction annulée, mis au rebut               |
| U-186 | Germaniawerft, Kiel         | 1918              | –                 | –               | Construction annulée, mis au rebut               |
| U-187 | Germaniawerft, Kiel         | 1918              | –                 | –               | Construction annulée, mis au rebut               |
| U-188 | Germaniawerft, Kiel         | 1918              | –                 | –               | Construction annulée, mis au rebut               |
| U-189 | Germaniawerft, Kiel         | 1918              | –                 | –               | Construction annulée, mis au rebut               |
| U-190 | Germaniawerft, Kiel         | 1918              | –                 | –               | Construction annulée, mis au rebut               |
| U-191 | Blohm & Voss, Hambourg      | 1918              | –                 | –               | Construction annulée, mis au rebut               |
| U-192 | Blohm & Voss, Hambourg      | 1918              | –                 | –               | Construction annulée, mis au rebut               |
| U-193 | Blohm & Voss, Hambourg      | 1918              | –                 | –               | Construction annulée, mis au rebut               |
| U-194 | Blohm & Voss, Hambourg      | 1918              | –                 | –               | Construction annulée, mis au rebut               |
| U-195 | AG Weser, Brême             | 1918              | –                 | –               | Construction annulée, mis au rebut               |
| U-196 | AG Weser, Brême             | –                 | –                 | –               | Construction annulée avant le début des travaux  |
| U-197 | AG Weser, Brême             | –                 | –                 | –               | Construction annulée avant le début des travaux  |
| U-198 | AG Weser, Brême             | –                 | –                 | –               | Construction annulée avant le début des travaux  |
| U-199 | AG Weser, Brême             | 1918              | –                 | –               | Construction annulée, mis au rebut               |
| U-200 | AG Weser, Brême             | –                 | –                 | –               | Construction annulée avant le début des travaux  |

## Conception
Les sous-marins se répartissaient en plusieurs groupes, différant en termes de déplacement, de système de propulsion et d’armement. Les sous-marins étaient armés de deux canons de 15 cm SK L/45 et de six tubes lance-torpilles de 500 mm (quatre à l’avant, deux à l’arrière) avec une réserve de 24 torpilles. Certains étaient censés avoir un armement augmenté par deux canons de 8,8 cm SK L/30, ou un troisième canon de 15 cm. Certaines parties des sous-marins (par exemple, le kiosque) étaient protégées par un blindage léger. Le système de propulsion était constitué de deux moteurs Diesel d’une puissance de 6000 ch, d’un Diesel auxiliaire d’une puissance de 450 ch, et de deux moteurs électriques d’une puissance de 2600 ch qui entraînaient deux arbres d'hélice. La vitesse maximale était de 17,5 nœuds en surface et 8,5 nœuds en plongée. Le rayon d'action était de 20000 milles marins à une vitesse de 6 nœuds en surface et de 70 milles marins à 4,5 nœuds en plongée. La profondeur maximale de plongée était de 75 mètres. Le temps d’immersion était de 40 secondes.